# За сада без доброг наслова
За сада без доброг наслова је југословенски филм снимљен 1988. године. Режисер филма је био Срђан Карановић, који је написао и сценарио.
Југословенска кинотека у сарадњи са А1 и Центар филмом је дигитално рестаурисала овај филм.
Свечана пројекција дигитализоване копије jе одржана 24. априла 2023 године.,

## Кратак садржај
У граду на Косову на бруталан начин је прекинута љубав Србина и Албанке. Редитељ из престонице одлази са видео камером да сними учеснике догађаја, рад истражних органа и породице заљубљених. Прича се одвија кроз преплитање више слојева: званични телевизијски записи, лични видео записи редитеља, његов покушај да од материјала направи играни филм. Свако има свој став о овом догађају, неко своје виђење и даје свој савет за најбоље решење.

## Ликови
| Глумац            | Улога        |
| ----------------- | ------------ |
| Мето Јовановски   | Редитељ      |
| Мира Фурлан       | Глумица      |
| Чедомир Оробабић  | Мирољуб      |
| Соња Јачевска     |              |
| Ева Рас           | Ружа         |
| Јелица Сретеновић |              |
| Младен Андрејевић |              |
| Ђуза Стојиљковић  | ДП радник    |
| Нада Гешовска     | Мајка        |
| Киро Ћортошев     | Отац         |
| Бранко Цвејић     | Пријатељ 1   |
| Јосиф Татић       | Пријатељ 2   |
| Абдурахман Шаља   | Продуцент    |
| Енвер Петровци    | Шеф полиције |
| Љубомир Ћипранић  | Болничар     |
| Мира Бањац        |              |
| Миливоје Томић    |              |
| Ратко Танкосић    |              |
| Боро Беговић      | Директор     |
| Мустафа Прешева   | Доктор       |
| Нед Видаковић     |              |